# 宿松站
宿松站，位于中华人民共和国安徽省安庆市宿松县孚玉镇，是合九铁路上的火车站。车站由上海铁路局合肥车务段管辖，为三等站，该站办理客运业务，2017年全年发送旅客274867人次，到达旅客275978人次；货运办理整车普通货物到发业务，货源吸引区为宿松县和黄梅县。
宿松站建于1995年10月，1996年2月1日投入运营。2010年车站货场因到发量小停办货运业务，经当地政府协调后于2015年恢复。此外车站曾于2013年对站内股道进行延长工程，1号站台，2、3号站台分别延长80米、100米。宿松县当地政府原计划于2016年对车站站前广场进行改造工程，但受到合武公司和合肥车务段反对。相关工程直至2019年9月才开工，内容包括站前广场地面更换、停车场、公厕、道路及相关市政配套改建等，同年11月建成。

## 车站结构
宿松站站房设有售票厅，面积75平方米，内设若干人工售票窗口和自动售票机；候车室面积380平方米，可容纳380名旅客候车。

### 站线配置
宿松站设有3条到发线，2座站台，编号1-3。其中1号站台长385米，2号、3号站台长435米。两座站台均有雨棚覆盖并通过一座地下通道连接。车站货场1.042万平方米，设有2条货物线。货场主要发送品类为非矿、矿建、粮食等，到达品类主要为化肥、粮食。
| 3站台    | 合九铁路      |
| 岛式站台 |               |
| 2站台    | 合九铁路 正线 |
| 1站台    | 合九铁路      |
| 侧式站台 |               |

## 車站周邊
- 宿松县松安职业培训学校
- 破凉镇人民政府
- 破凉镇农村客运站